# Ісаєнко Дмитро Сергійович
Дмитро Сергійович Ісаєнко (нар. 5 березня 1988, м. Харків, СРСР) — український хокеїст, нападник. Виступає за «Донбас» (Донецьк) у Континентальній хокейній лізі. 
Виступав за «Дніпро» (Херсон), «Дніпровські Вовки», ХК Харків, «Сокіл» (Київ).
У складі національної збірної України учасник чемпіонату світу 2011 (дивізіон I). У складі молодіжної збірної України учасник чемпіонату світу 2008 (дивізіон I). У складі юніорської збірної України учасник чемпіонату світу 2006 (дивізіон I).
Досягнення
- Чемпіон України (2010, 2011).